# Turnicidae
I Turnicidi (Turnicidae Gray, 1840) sono una famiglia di uccelli caradriiformi diffusi in Africa, Asia e Australia.

## Descrizione
I Turnicidi sono piccoli uccelli corridori, di colorazione non appariscente, che solitamente evitano di volare; sono simili nell'aspetto alle quaglie, ma non ne sono imparentati. Le femmine hanno colori più brillanti, corteggiano i maschi e praticano la poliandria, scacciando le altre femmine dal proprio territorio. Entrambi i sessi partecipano alla costruzione del nido, ma solo i maschi covano le uova e si prendono cura dei pulcini. Le uova si schiudono in 12-13 giorni e i giovani saranno capaci di volare dopo due settimane dalla nascita.

## Distribuzione e habitat

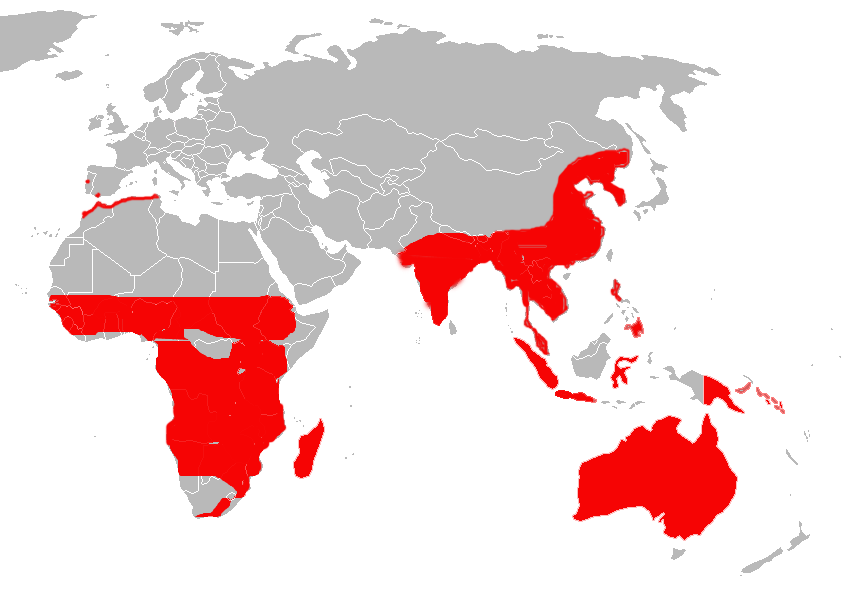
Areale

Vivono nelle distese erbose di Africa, Asia e Australia.

## Sistematica
I Turnicidi erano tradizionalmente classificati o tra i Galliformi o tra i Gruiformi. La tassonomia di Sibley-Ahlquist li aveva elevati ad ordine (Turniciformes), ma i successivi studi filogenetici hanno rilevato che questa famiglia appartiene all'ordine dei Caradriiformi e sembra che sia uno dei più antichi gruppi all'interno di esso.
La famiglia raggruppa 17 specie suddivise in due generi; e una probabile specie fossile (Turnipax) della prima parte dell'Oligocene.
- Genere Turnix
  - Turnix sylvaticus (Desfontaines, 1789) - quaglia tridattila o quaglia tridattila comune
  - Turnix maculosus (Temminck, 1815) - quaglia tridattila dorsorosso
  - Turnix hottentottus Temminck, 1815 - quaglia tridattila ottentotta
  - Turnix nanus (Sundevall, 1850) - quaglia tridattila groppanera
  - Turnix tanki Blyth, 1843 - quaglia tridattila zampegialle
  - Turnix ocellatus (Scopoli, 1786) - quaglia tridattila ocellata
  - Turnix suscitator (J.F.Gmelin, 1789) - quaglia tridattila barrata
  - Turnix nigricollis (J.F.Gmelin, 1789) - quaglia tridattila del Madagascar
  - Turnix melanogaster (Gould, 1837) - quaglia tridattila pettonero
  - Turnix castanotus (Gould, 1840) - quaglia tridattila dorsocastano
  - Turnix olivii Robinson, 1900 - quaglia tridattila pettocamoscio
  - Turnix everetti Hartert, 1898 - quaglia tridattila di Sumba
  - Turnix varius (Latham, 1802) - quaglia tridattila varia o quaglia tridattila pittata
  - Turnix worcesteri McGregor, 1904 - quaglia tridattila di Worcester
  - Turnix pyrrhothorax (Gould, 1841) - quaglia tridattila pettorosso
  - Turnix velox (Gould, 1841) - quaglia tridattila minore
- Genere Ortyxelos
  - Ortyxelos meiffrenii (Vieillot, 1819) - quaglia piviere